# Chór diecezji śląsko-łódzkiej
Chór diecezji śląsko-łódzkiej – chór reprezentacyjny Kościoła Starokatolickiego Mariawitów, składający się z czterech chórów parafialnych, zorganizowany w 2002 roku. Chór należy do Oddziału Łódzkiego Polskiego Związku Chórów i Orkiestr.
Chór powstał dzięki zaangażowaniu łódzkiego organisty – dr. Henryka Kapusty oraz osób należących do chórów z parafii mariawickich w diecezji śląsko-łódzkiej. Latem 2002 roku chórzyści z parafii w Dobrej, poprosili dyrygenta Henryka Kapustę o pomoc w przygotowaniu programu na występ podczas uroczystości parafialnej w Mińsku Mazowieckim. Pomysł utworzenia reprezentacyjnego chóru diecezjalnego zaakceptował ówczesny biskup naczelny – Zdzisław Maria Włodzimierz Jaworski, a pomocy i wsparcia udzielił ordynariusz śląsko-łódzki – biskup Michał Maria Ludwik Jabłoński.
W kwietniu 2003 roku chór nagrał utwory m.in. na Światowy Dzień Modlitwy, z czego dwa z nich zostały zakwalifikowane przez Komitet organizacyjny. 15 sierpnia 2003, w święto Wniebowzięcia Najświętszej Marii Panny, zaśpiewał podczas nabożeństwa ogólnokościelnego w Świątyni w Płocku. Na początku sierpnia, chór nagrał płytę. Znajdują się na niej przede wszystkim elementy liturgii z Mszy IV oraz pieśni kościelne. 
Chór liczy około 40 osób, z parafii mariawickich w Łodzi, Dobrej, Lipce i Strykowie. Chór śpiewa przede wszystkim pieśni religijne i elementy liturgii mariawickiej. Opiera się na oryginalnych aranżacjach i utworach stworzonych przez mariawitów na początku XX wieku. Pieśni wykonywane są a cappella aby wyeksponować harmonijny śpiew na głosy. 